# Lippistes
Lippistes is een geslacht van weekdieren uit de klasse van de Gastropoda (slakken). 

## Soorten
- Lippistes cornu (Gmelin, 1791)
- Lippistes tropaeum Melvill, 1912